# 西城镇 (和龙市)
西城镇，是中华人民共和国吉林省延边朝鲜族自治州和龙市下辖的一个乡镇级行政单位。

## 行政区划
西城镇下辖以下地区：
新城社区、安民社区、明岩村、二道村、龙浦村、城南村、卧龙村、甲山村和和安村。